# Keri Russell
Keri Lynn Russell (Fountain Valley, 23 maart 1976) is een Amerikaanse actrice en danseres. Nadat ze in de jaren 90 een aantal televisiefilms en series speelde werd ze uiteindelijk bekend van de titelrol van Felicity Porter in de televisieserie Felicity, een serie die liep van 1999 tot 2002. Russell heeft sindsdien in meerdere bekende films gespeeld, waaronder We Were Soldiers, The Upside of Anger en Mission: Impossible III. Voor haar televisiewerk kreeg ze in 2017 een ster op de Hollywood Walk of Fame.

## Levensloop
Russell werd geboren in Fountain Valley, gelegen in de Amerikaanse staat Californië. Haar ouders waren David Russell, een medewerker van Nissan Motors, en Stephanie Stevens. Ze heeft een oudere broer, Todd, en een jongere zus, Julie. Russell verhuisde vanwege de baan van haar vader vaak. Ze woonde onder andere in Dallas, Mesa en Denver.
Haar eerste televisierol had ze in de televisieserie New Mickey Mouse Club. Van 1991 tot en met 1993 speelde ze in de serie en was ze te zien samen met Christina Aguilera, Britney Spears, JC Chasez en Justin Timberlake, die later allen zouden uitgroeien tot popsterren. In 1992 had ze een rol in de televisiefilm Honey, I Blew Up the Kid naast acteur Rick Moranis. Ook had ze rollen in de televisiefilm The Babysitter's Seduction uit 1996 en in de soapserie Malibu Shores. In 1994 had ze een rol in de muziekvideo "Always" van Bon Jovi. Het jaar erna had ze ook een rolletje in Married... with Children.

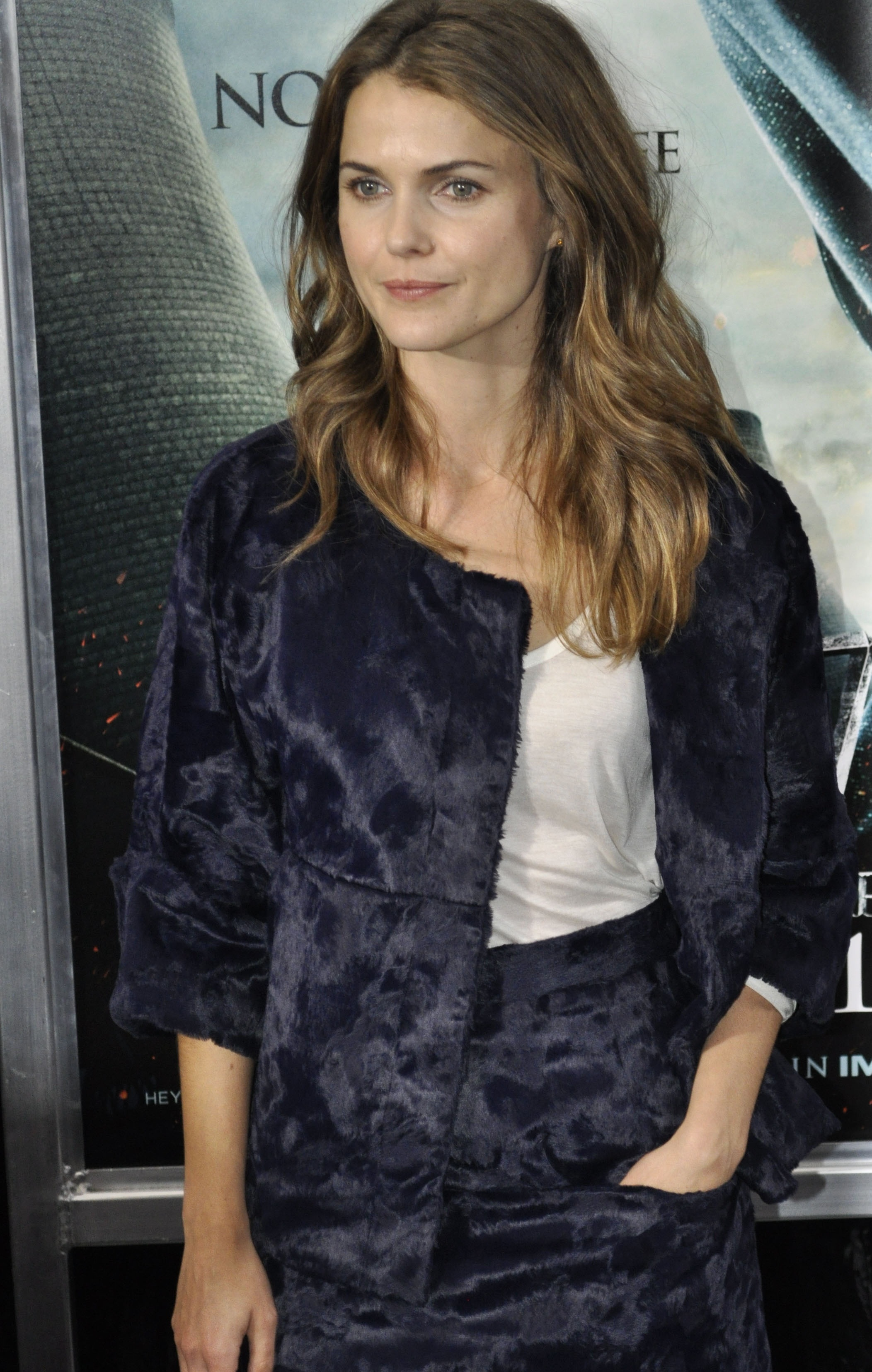
Keri Russell (november 2010)

Van 1998 tot 2002 speelde Russell de hoofdrol in de dramaserie Felicity van J.J. Abrams. Ze won in 1999 voor haar rol een Golden Globe. Ondanks haar grote rol in de televisieserie speelde ze ook nog in de films Eight Days a Week, The Curve en Mad About Mambo, die allen enkel in Noord-Amerika werden uitgebracht. Haar grootste filmrol tot dan toe had ze in de oorlogsfilm We Were Soldiers, geregisseerd door Mel Gibson. De film kwam twee maanden voor het einde van Felicity uit en de bioscopen.
Toen Felicity aan z'n einde kwam nam Russell een korte acteerpauze. Ze verhuisde naar New York en hield een pauze van twee jaar, waarin ze tijd met vrienden doorbracht. Ze overwoog er zelfs te stoppen met acteren. In 2004 speelde Russell in de New Yorkse theaterproductie Fat Pig van Neil LaBute, met onder andere Jeremy Piven, Andrew McCarthy en Ashlie Atkinson. In 2005 keerde ze terug naar film en televisie; ze had een rol in de televisiefilm The Magic of Ordinary Days en in de bioscoopfilm The Upside of Anger met Kevin Costner, Joan Allen en Evan Rachel Wood. In datzelfde jaar speelde ze ook in de miniserie 'Into the West van Steven Spielberg, over de Verenigde Staten aan het begin van de negentiende eeuw. Hoewel een aantal van de acteurs van Felicity ook te zien waren in Alias, een televisieserie geproduceerd door J.J. Abrams, heeft Russell nooit een rolletje gehad in die serie; elke uitnodiging weigerde ze. In 2005 vroeg Abrams of ze mee wilde spelen in Mission: Impossible III, een film die hij zou regisseren, en ze accepteerde het aanbod. Op 5 mei 2006 werd de film uitgebracht en was een groot succes. Russell werd ook gezien als de geschikte persoon om "Lois Lane" te spelen in Superman Returns, maar ze werd niet goed genoeg bevonden en de rol ging naar Kate Bosworth.
In 2007 kwam de film Waitress uit, een onafhankelijke film waarin ze het personage Jenna speelt, een zwangere serveerster in het zuiden van Amerika. De rol van Russell werd goed ontvangen door critici.
Eveneens in 2007 had ze een gastrol in twee televisieseries van het televisieprogramma Scrubs van NBC. In juni 2007 was Russell te zien in de sitcom The Keri Kronicles, een serie die enkel te bekijken was via de website MySpace. De serie werd opgenomen in haar eigen huis en ging over haar eigen leven. Ook in 2007 speelde ze een rol in de film August Rush.

### Privé
Russell woont in Manhattan. Op 14 februari 2007 trouwde ze met timmerman Shane Deary in New York. Op 9 juni 2007 kregen ze een zoon en op 27 december 2011 een dochter. In de zomer van 2013 scheidden ze. Ze hertrouwde in 2013 met Matthew Rhys, met wie ze samen de hoofdrol speelde in de serie The Americans. Eind mei 2016 kregen ze samen een kind, genaamd Sam.